# キダル州
キダル州（キダルしゅう、フランス語: Région de Kidal）はマリ共和国第8の州。州都はキダル。面積は15万平方キロメートル、人口は83,192人（2022年国勢調査）で州では最も少ない。

## 歴史
独立時はガオ州に属していた。この地域では1963年から1964年にかけて、そして1990年から1991年にかけてトゥアレグ族の反乱が起きている。1991年1月6日のタマンラセットでの合意に基いて、1991年8月8日、キダル州を設立する旨の布告がなされた。
2012年4月6日にマリ反政府勢力アザワド解放民族運動(MNLA)が一方的に独立宣言したアザワド（国際的に未承認）の一部分を構成していたが、その後アザワドは崩壊し、以降はイスラム軍事組織アンサル・ディーンの支配下におかれた。
2020年12月2日、州知事にFode Malick Sissoko将軍が任命された。2023年11月、Sissokoは反政府勢力の指導者Alghabass Ag Intallaとの秘匿のやり取りが発覚し逮捕・解任され、11月23日にエル・ハジ・ガム少将が新たな州知事に任命された。

## 地理
キダル州はタウデニ州およびトンブクトゥ州の東に隣接し、ガオ州とメナカ州の北に隣接している。東ではニジェールと、北ではアルジェリアと国境を接している。気候は砂漠気候であり、日中の気温は摂氏45度に達する。州内の多くの領域がイフォガス山地となっている。州内の主要な都市としてキダルの他、テッサリト、アゲル・ホック、ティンザワテーヌが挙げられる。

## 住民
その多くはトゥアレグ族とソンガイ族である。キダル州ではベルベル人の遊牧的民族性を持ったトゥアレグ文化が一般的である。遊牧民の生活様式はこの州の過酷な環境には最も適した生活様式であるが、若干の定住地（キダル、アゲル・ホック、テッサリト、ティンザワテーヌ）が存在する。
筆記にはティフィナグ文字が用いられる。

## 交通及び経済
キダル州の主要な産業は牧畜、手工業及び商業である。商業的農業については幾つかの地域で行われていることがわかる。この州には舗装された道路も水運に利用できる河川も無く孤立している。

## 文化
毎年、トゥアレグ族のデザート・ミュージック・フェスティバルがエスーク（トンブクトゥ州）で開かれている。

## 下部行政区画

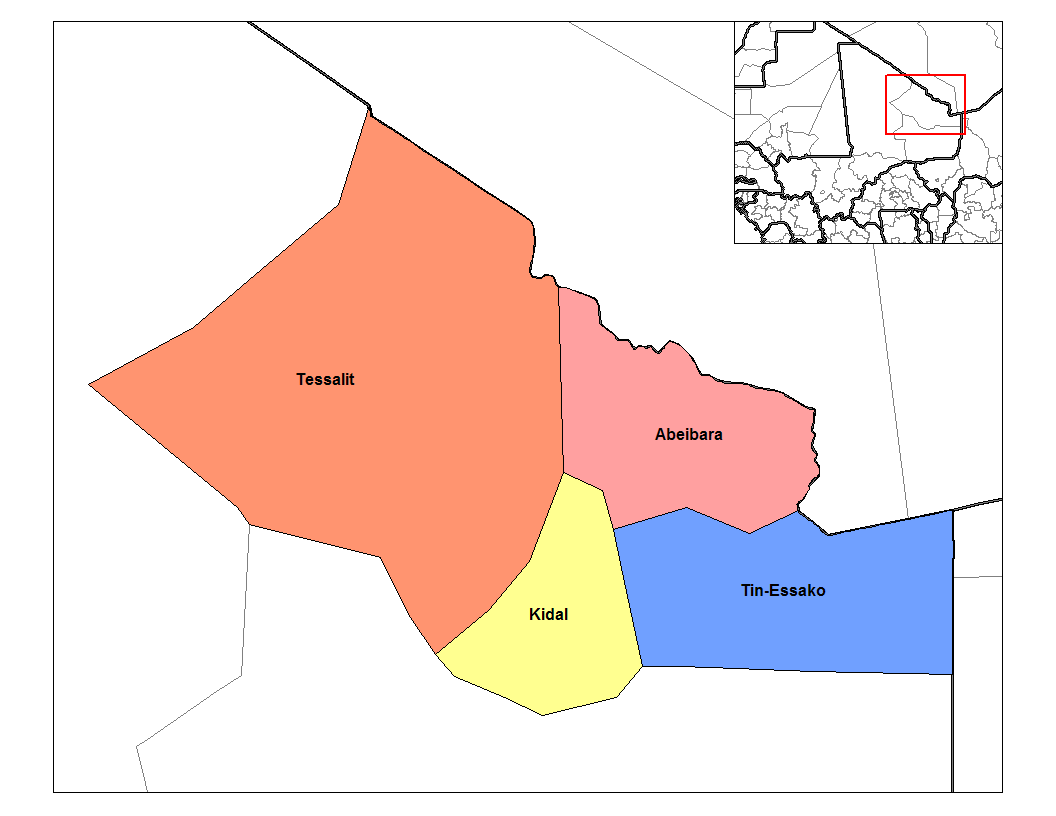
2023年以前のキダル州の圏

2023年2月以降、キダル州は9つの圏（Circle）に分かれている。圏の下は29郡、30コミューン、211村・フラクスィオン・カルティエの順に細分化されている。
1. キダル圏（Kidal）
2. アベイバラ圏（Abeibara）
3. タンエサッコ圏（Tin-Essako）
4. テッサリト圏（Tessalit）
5. アチボゴ圏（Achibogho）
6. アネフィフ圏（Anéfif）
7. ティメトリンヌ圏（Timétrine）
8. アゲルホク圏（Aguel-Hoc）
9. タカロテ圏（Takalote）

2023年以前は4つの圏（Cercle）に分かれていた。4つの圏はさらに11のコミューンに分けられていた。
1. キダル圏 --- キダル
2. テッサリト圏 --- テッサリト（英語版）、アゲル・ホック（英語版）（イフォガス山地）
3. アベイバラ圏 --- アベイバラ（英語版）、ティンザワテーヌ（英語版）
4. タンエサッコ圏 --- タンエサッコ（英語版）

## 治安
2013年から2023年まで国際連合マリ多元統合安定化ミッション（国際連合平和維持活動）が活動しており、州内のアゲルホックには駐屯地が設営されていた。2019年1月20日、駐屯地は武装勢力の襲撃を受けチャド人の隊員10人が死亡、少なくとも25人が負傷する被害を出した。襲撃事件については、AQIMが犯行声明を出している。
2023年6月末の活動終了に伴い、キダル州の駐屯地は10月31日に閉鎖された。チャド、ギニア、エジプト、ネパール、カンボジア、バングラデシュから成る最後のPKO部隊は計6回の即席爆発装置（IED）の妨害を受けつつもガオまで撤退に成功した。

## 外部リンク

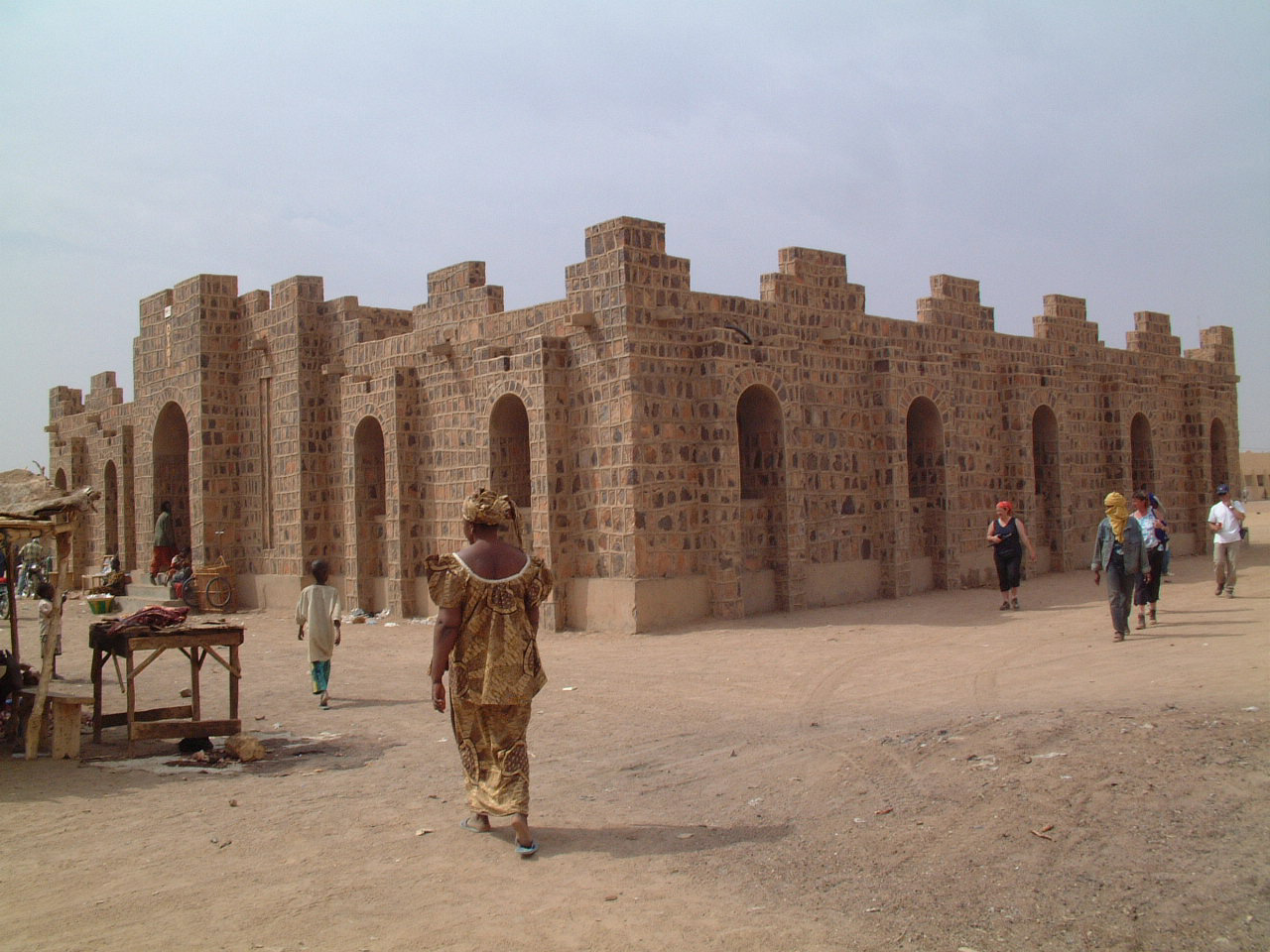
職工たちの家（キダル市内）